# Clonostachys
Clonostachys Corda – rodzaj grzybów z rodziny Bionectriaceae.

## Charakterystyka
Grzyby mikroskopijne, saprotroficzne lub pasożytnicze. Znane są tylko anamorfy. Teleomorfy należą do rodziny Bionectriaceae. Hialinowe konidiofory tworzą różnorodne rozgałęzienia, pierwotne typu Verticillium, wtórne typu Penicillium. Konidiofory pierwotne wyrastają pojedynczo, wtórne pojedynczo lub w luźnych pakietach podobnych do koremium. Komórki konidiotwórcze zazwyczaj wydłużone o kształcie szydłowatym lub butelkowatym. Konidia jednokomórkowe, o kształcie niesymetrycznym, elipsoidalnym lub wrzecionowatym, hialinowe lub o zielonkawym odcieniu, gładkie, zlepione w dużych, wilgotnych kolumnach lub główkach. W grzybni czasem tworzą się sznury grzybniowe.

## Systematyka i nazewnictwo
Pozycja w klasyfikacji według Index Fungorum: Bionectriaceae, Hypocreales, Hypocreomycetidae, Sordariomycetes, Pezizomycotina, Ascomycota, Fungi.
Synonimy nazwy naukowej: Bionectria Speg. 1918, Clonostachyopsis Höhn. 1907, Sesquicillium W. Gams 1968, Verticilliodochium Bubák 1914, Verticillis Clem. & Shear 1931.

## Gatunki występujące w Polsce
- Clonostachys cylindrospora Höhn. 1907
- Clonostachys candelabrum (Bonord.) Schroers 2001
- Clonostachys rosea (Link) Schroers, Samuels, Seifert & W. Gams 1999

Nazwy naukowe na podstawie Index Fungorum. Wykaz gatunków według W. Mułenki i in..